# Vicente Antonio García de la Huerta
Vicente Antonio García de la Huerta (Zafra, 19 de març de 1734 - Madrid, 12 de març de 1787) va ser un poeta i dramaturg espanyol, germà del sacerdot i també escriptor Pedro García de la Huerta.

## Biografia
Va passar la infantesa a Zamora i inicià els seus estudis a la Universitat de Salamanca. En 1757 es va instal·lar a Madrid com a arxiver del Duc d'Alba, qui li va aconseguir a més el càrrec d'oficial primer de la Reial Biblioteca. Es va casar amb Gertrudis Carrera y Larrea. Sota la protecció del duc d'Alba, va ingressar en les tres acadèmies: Acadèmia Espanyola de la Llengua, de la Història i en la d'Arts de Sant Fertan. Amb motiu de l'entrada a Madrid de Carles III, li van encomanar la redacció dels epitafis i inscripcions dels arcs triomfals. Després del Motí de Madrid de 1766, conegut també com a motí de Squillace, va fugir a París on va ser espiat per membres de l'ambaixada espanyola i la seva correspondència interceptada. A París va estar des de la primavera de 1766. I en tornar a Espanya va ser sospitós d'actuar contra el govern i va ser bandejat al Penyal de Vélez de la Gomera, encara que li van commutar el desterrament per un altre a Granada. Ressentit per aquest ostracisme, torna a Madrid en 1777, però l'ambient literari i social de la cort estava molt canviat. No obstant això va poder veure representada la seva obra més coneguda, la tragèdia Raquel, considerada per alguns com la millor mostra de tragèdia neoclàssica espanyola.
D'altra banda, va editar una antologia del teatre clàssic espanyol barroc en 16 volums, Theatro Hespañol (sic) (1785-1786), en la qual no va incloure l'obra de Lope de Vega, fundador d'aquest teatre, i de tots els seus deixebles Tirso de Molina, Juan Ruiz de Alarcón, Guillén de Castro, Antonio Mira de Amescua, Luis Vélez de Guevara i Juan Pérez de Montalbán, mentre que privilegia, coincidint amb el gust popular, Pedro Calderón de la Barca i a tota la seva escola. Aquesta exclusió igual que l'actitud menyspreadora cap a Cervantes, a qui titllà d'envejós, li va suposar que els deu últims anys de la seva vida fossin amargats per polèmiques amb altres escriptors: Tomás de Iriarte (una dècima i un epitafi), Samaniego (Continuación a las memorias críticas de Cosme Damián), Juan Pablo Forner (Reflexiones sobre la lección crítica, Fe de erratas al prólogo del Theatro Hespañol i sonet El ídolo del vulgo), Leandro Fernández de Moratín amb el seu poema d'èpica burlesca Huerteida i àdhuc Melchor Gaspar de Jovellanos, qui arribà a escriure la Relación del caballero Antioro de Arcadia, una sàtira contra ell. El poeta va reaccionar de manera típicament airada i orgullosa, contra Samaniego i Forner sobretot.
La seva poesia està recollida fonamentalment en dues publicacions: Obras poéticas, en dos toms (1778-1779) i Poesías (Segona edició augmentada, 1786). És autor, també, de diversos poemes que es van publicar solts, com el Endimión (1755). La qualitat de la seva obra poètica ha estat reivindicada recentment pel crític Miguel-Angel Lama. Va escriure també una Biblioteca Militar Española (1760 i reeditada en 2001 visible a librosalcana.com).

## Obres dramàtiques menors
Tres tragèdies i una comèdia pastoril formen la totalitat de l'obra dramàtica conservada de Vicente García de la Huerta. La comèdia pastoril Lisi desdeñosa, encara inèdita, va ser descoberta per Juan Antonio Ríos Carratalá.
Les tragèdies formen la part més important de la producció dramàtica de Huerta. Raquel va ser publicada per rimera vegada en el tom I de les Obras poéticas de 1778, i Agamenón vengado en el tom II d'aquesta mateixa col·lecció en 1779. La fe triunfante del amor y cetro» va aparèixer solta, precedida d'un pròleg de l'autor, a Madrid, el 1784.
La fe triunfante del amor y cetro o Xaira és simplement esmentada per la crítica com la traducció de Zaïre (1732) de Voltaire, però Huerta, com ell mateix apunta en el pròleg a la seva edició, reelabora una traducció anterior publicada anònima a Barcelona i reimpresa en aquesta mateixa ciutat en 1782.
Agamenón vengado és una reelaboració de la versió d' Electra de Sòfocles realitzada en el segle xvi per Fernán Pérez de Oliva amb el títol de La venganza de Agamenón. Huerta conegué l'original de Pérez de Oliva inclòs per José López Sedano en el tom sisè del seu Parnaso español. Colección de poesías escogidas de los más célebres poetas castellanos (Madrid: Sancha, 1772).

## Raquel
L'any 1778 se situa l'estrena a Madrid de Raquel. La seva composició pot ser anterior, potser en 1776, i es va representar durant l'exili de l'autor a Orà. És la primera de les tragèdies sortides de la ploma de Vicente García de la Huerta. Apareix al moment de consolidació de la tragèdia neoclàssica espanyola com a gènere. És una de les obres que contribueix decisivament a aquesta consolidació. A Madrid Raquel va obtenir un èxit absolut, es va escenificar al Teatro del Príncipe durant cinc dies. Va ser un text de gran acceptació, com ho prova el fet que poc abans d'imprimir-se ja en circulessin moltes còpies manuscrites.
L'obra relata els amors del rei Alfons VIII de Castella amb una jueva de Toledo, Raquel, famosa per la seva bellesa i per la seva ambició de poder, que provoquen el desordre polític i, consegüentment, el disgust i malestar de tots per la pèrdua d'autoritat del monarca. Assistim a la revolta popular davant el catastròfic estat en què es veu sumit el regne. Els nobles i el poble s'uneixen contra Raquel i en defensa del seu sobirà. El final es resol amb la mort de la bella jueva durant l'absència del rei a mans del seu conseller Rubén, conseller que és executat pel monarca quan es produeix el seu retorn a la cort.
S'escenifica en Raquel una història que havia tingut ja ampli tractament en el teatre espanyol precedent des de Lope de Vega, en la seva obra Las paces de los reyes y judía de Toledo, de 1617. L'afer fou reprès per Antonio Mira de Amescua en la seva obra La desgraciada Raquel (1625); per Juan Bautista Diamante a La judía de Toledo, publicada en 1667 (segons alguns crítics, aquesta obra no és sinó la peça de Mira de Amescua, canviada de títol, que sofreix unes correccions degudes a la censura i que va anar indegudament atribuïda en la impressió a un autor incorrecte); per Pedro Francisco Lanini Sagrado a El rey don Alfonso el Bueno (1675), i a La batalla de las Navas y rey don Alfonso el Bueno (1675). Vicente García de la Huerta pren en particular consideració el text atribuït a Juan Bautista Diamante, molt representat en l'última part del segle xvii i durant tot el XVIII, especialment en la seva primera meitat, i el poema de Luis Ulloa de Pereira titulat Raquel, per compondre la seva pròpia creació. Atorga un caràcter polític a la seva tragèdia, en posar-la en relació amb els successos esdevinguts al març de 1766, amb el motí de Squillace.
Els principis bàsics defensats en les poètiques i preceptives neoclàssiques són escrupolosament respectats. Així, la norma de les unitats, lloc, temps i acció.